# Jože Klemenčič (častnik)
Jože Klemenčič, slovenski partizan in častnik, * 1926, Suhor, † 27. marec 2011.
Klemenčič se je leta 1942 pridružil NOVJ. Tam je bil sprva kurir, nato pa pripadnik VDV in KNOJ, kjer je bil politično-kulturni delavec. Po vojni je ostal v JLA in dosegel čin polkovnika. Končal je tudi VVA JLA in postal glavni republiški inšpektor za obrambne priprave civilnega sektorja; na tem položaju je ostal do leta 1986.
Po upokojitvi je postal prvi predsednik novoustanovljenega Društva upokojencev MO.